# Chiaki Tomita
Chiaki Tomita –en japonés, 冨田千愛, Tomita Chiaki– (Yonago, 18 de octubre de 1993) es una deportista japonesa que compite en remo. Ganó una medalla de plata en el Campeonato Mundial de Remo de 2019, en la prueba de scull individual ligero.

## Palmarés internacional
| Campeonato Mundial | Campeonato Mundial   | Campeonato Mundial | Campeonato Mundial      |
| Año                | Lugar                | Medalla            | Prueba                  |
| ------------------ | -------------------- | ------------------ | ----------------------- |
| 2019               | Ottensheim (Austria) | Medalla de plata   | Scull individual ligero |